# Герої України у російсько-українській війні
У статті наведено перелік осіб, відзначених званням Героя України за участь у боях російсько-української війни.

## Поіменний перелік
1. Кирило Агасиєв
2. В'ячеслав Агеєв
3. Олег Адамовський (†)
4. Святослав Алексапольський (†)
5. Владислав Аллеров (†)
6. Фарес Недаль Аль Шамі (†)
7. Артем Амелін (†)
8. Решат Аметов (†)
9. Юрій Андрієнко
10. Олександр Аніщенко (†)
11. Олег Апостол
12. Дмитро Апухтін (†)
13. Едуард Атрашкевич
14. Ілля Ахметгарєєв (†)
15. Олег Бабій (†)
16. Володимир Балюк (†)
17. Анатолій Банацький
18. Владислав Бандар
19. Іван Банк (†)
20. Сергій Барановський
21. Володимир Баранюк
22. Сергій Барсуков (†)
23. Володимир Барчук (†)
24. Дмитро Башкінцев
25. Ігор Бедзай (†)
26. Євген Білаш (†)
27. Максим Білоконь (†)
28. Павло Білоус
29. Сергій Білоус (†)
30. Вадим Благовісний (†)
31. Віталій Блажко (†)
32. Вадим Блищик (†)
33. Юрій Блоха (†)
34. Тарас Бобанич (†)
35. Євгеній Бова
36. Василь Богач (†)
37. Василь Боєчко
38. Сергій Божко (†)
39. Василь Божок
40. Віталій Бондарук
41. Олександр Борис (†)
42. Назар Боровицький (†)
43. Віталій Бохонок (†)
44. Ігор Брановицький (†)
45. Олександр Бринжала (†)
46. Дмитро Бублик
47. Владислав Бувалкін (†)
48. Кирило Буданов
49. Роман Букало (†)
50. Леонід Бутусін (†)
51. Роман Бутусін (†)
52. Сергій Бурковський
53. Василь Бурмеч
54. Олег Буяло (†)
55. Едуард Вагоровський (†)
56. Дмитро Васильєв (†)
57. Сергій Васіч (†)
58. Олександр Вдовиченко
59. Сергій Вербицький
60. Ілля Вергун
61. Кирило Верес
62. Андрій Верхогляд (†)
63. Володимир Веснін
64. Іван Віннік
65. Дмитро Власенко
66. Роман Вовчик (†)
67. Андрій Водоп'янчук
68. Сергій Волинський
69. Євгеній Волков (†)
70. Андрій Волос (†)
71. Денис Волочаєв (†)
72. Іван Волочій (†)
73. Степан Воробець (†)
74. Вадим Ворошилов
75. Олександр Гарбуз (†)
76. Володимир Гарматій (†)
77. Роман Гах (†)
78. Іван Гвоздєв (†)
79. Сергій Гвоздь
80. Олег Гегечкорі (†)
81. Ігор Герасименко
82. Андрій Герус
83. Юрій Гілянчук (†)
84. Валерій Глєбов (†)
85. Євген Глоба (†)
86. Роман Гломба
87. Олег Голіней
88. Іван Голішевський
89. Андрій Головко
90. Віктор Головко (†)
91. Володимир Голядинець (†)
92. Дмитро Гончаренко (†)
93. Олег Гончарук
94. Юрій Горайський (†)
95. Владислав Горбань (†)
96. Святослав Горбенко (†)
97. Ігор Гордійчук
98. Василь Гукало (†)
99. Дмитро Гранчар (†)
100. Олексій Гребенщиков
101. Олександр Григор'єв
102. Володимир Гринюк
103. Віталій Грицаєнко (†)
104. Василь Грицак
105. Роман Гришак
106. Ігор Грищенко
107. Євгеній Громадський
108. Олег Грудзевич
109. Сергій Губанов (†)
110. Валерій Гудзь (†)
111. Тарас Гур'єв (†)
112. Віталій Гураль
113. Віктор Гурняк (†)
114. Володимир Гуцул
115. Максим Данильчук
116. Роман Дармограй
117. Ігор Дашко (†)
118. Ігор Демчук (†)
119. Віталій Дерех (†)
120. Інна Дерусова (†)
121. Денис Дикий
122. Ігор Дикун
123. Олег Дмитрук
124. Богдан Добробабенко (†)
125. Віталій Добровольський (†)
126. Олег Довгий (†)
127. Тарас Довгун (†)
128. Дмитро Дозірчий
129. Андрій Докторенко
130. Олександр Долейко
131. Андрій Дробіленко (†)
132. Роман Дрогомирецький
133. Богдан Дронов
134. Сергій Дудін
135. Володимир Дудченко (†)
136. Павло Думанський (†)
137. Юрій Дяковський (†)
138. В'ячеслав Єрко (†)
139. Ілля Жеведь
140. Володимир Жемчугов
141. Сергій Жержевський (†)
142. Андрій Жованик (†)
143. Андрій Жук (†)
144. Вадим Жуков (†)
145. Мукімбой Жумабоєв
146. Михайло Забродський
147. Богдан Завада (†)
148. Дмитро Завадський
149. Денис Загоруй
150. Олег Зайцев (†)
151. Валерій Залужний
152. Максим Захарченко
153. Євгеній Зеленський (†)
154. Вадим Зеленюк (†)
155. Ігор Зінич (†)
156. Євгеній Зіновьєв (†)
157. Василь Зубанич
158. Іван Зубков (†)
159. Олександр Зугравий
160. Андрій Івашко (†)
161. Віктор Івчук
162. Віталій Ігнатенко (†)
163. Олександр Кавун (†)
164. Максим Кагал (†)
165. Богдан Калагурський (†)
166. Едуард Камардін (†)
167. Юрій Канюк (†)
168. Олександр Капічун (†)
169. Дмитро Каплунов (†)
170. Олександр Капуш (†)
171. Володимир Карачун (†)
172. Богдан Карватко (†)
173. Сергій Качан
174. Роман Качур
175. Дмитро Кащенко
176. Андрій Кизило (†)
177. Іван Кишенко
178. Володимир Кісельов (†)
179. Валентин Климчук (†)
180. Олександр Ключка
181. Антон Коваленко (†)
182. Олександр Коваленко
183. Олексій Коваленко (†)
184. Юрій Коваленко (†)
185. Віталій Коваль (†)
186. Андрій Ковальчук
187. Юрій Ковальчук (†)
188. Василь Козак
189. Віталій Козак
190. Ростислав Козій
191. Ігор Колесніченко (†)
192. Сергій Колодій (†)
193. Олександр Колодяжний (†)
194. Дмитро Коломієць (†)
195. Андрій Конопльов (†)
196. Вадим Корженко (†)
197. Богдан Корнійчук (†)
198. Олександр Корнійчук
199. Сергій Король (†)
200. Олександр Корпан (†)
201. Василь Косовський (†)
202. Олександр Костенко
203. Сергій Котенко (†)
204. Андрій Коцик (†)
205. Дмитро Коцюбайло
206. Андрій Кошовець
207. Артур Кравченко
208. Дмитро Крамар (†)
209. Дмитро Красильников
210. Юрій Красильніков (†)
211. Анатолій Кривоножко (†)
212. Сергій Кривоносов (†)
213. Олександр Крикуненко (†)
214. Іван Кримський (†)
215. Андрій Круглов
216. В'ячеслав Кубрак (†)
217. Олександр Кукурба
218. Родіон Кулагін
219. Сергій Кулик (†)
220. Сергій Кульчицький (†)
221. Михайло Куратченко (†)
222. Євгеній Кураш
223. Семен Кухаренко
224. Дмитро Куценко
225. Владислав Куцько
226. Валерій Кучеренко
227. Віталій Кучерявий (†)
228. Віктор Кучук (†)
229. Дмитро Кушнір
230. Денис Лабунський (†)
231. Олександр Лабунський (†)
232. Олександр Лавренко (†)
233. Ростислав Лазаренко
234. Олег Лакуста
235. Ігор Левченко
236. Олександр Леунов (†)
237. Богдан Лещишин (†)
238. Іван Лєщєнков (†)
239. Георгій Лисенко (†)
240. Євген Лисенко (†)
241. Вадим Лисенков (†)
242. Віталій Литвин
243. Андрій Літун (†)
244. Володимир Лободюк (†)
245. Владислав Лонський (†)
246. Євген Лоскот (†)
247. Руслан Лужевський (†)
248. Олександр Лук'янович (†)
249. Олександр Луценко
250. Микола Любарець
251. Андрій Люташин
252. Максим Лях (†)
253. Ігор Ляшенко (†)
254. Олександр Ляшенко
255. Богдан Магаляс
256. Дмитро Майборода (†)
257. Олексій Майстренко
258. Микола Макаревич (†)
259. Олександр Макаренко (†)
260. Денис Макаровський
261. Денис Максишко (†)
262. Михайло Максіян (†)
263. Павло Малофеєнко (†)
264. Роман Мамавко
265. Вадим Манько (†)
266. Кирило Марач (†)
267. Олександр Мариняк (†)
268. Роман Марценюк (†)
269. Олександр Марчук
270. Олександр Маслак (†)
271. Роман Матвієць (†)
272. Тарас Матвіїв (†)
273. Василь Матійчук (†)
274. Геннадій Матуляк (†)
275. Михайло Матюшенко (†)
276. Олександр Махачек (†)
277. Олександр Мацієвський (†)
278. Євген Межевікін
279. Петро Мельник
280. Ярослав Мельник
281. Олексій Миршавий (†)
282. Юрій Михайлюк
283. Ігор Михальчук
284. Сергій Михальчук (†)
285. Олег Міхнюк (†)
286. Сергій Міщенко (†)
287. Віталій Мовчан (†)
288. Костянтин Могилко (†)
289. Ігор Момот (†)
290. Олег Мороз
291. Олександр Мостовий
292. Костянтин Мрочко (†)
293. Данило Мурашко (†)
294. Сергій Мусієнко
295. Сергій Наєв
296. Юрій Назарук (†)
297. Віктор Насонов
298. Олександр Настенко
299. Назар Небожинський (†)
300. Ігор Небось (†)
301. Віталій Невінський (†)
302. Михайло Несольоний (†)
303. Віктор Ніколюк
304. Микола Ніконов (†)
305. Андрій Нікончук (†)
306. Андрій Норов (†)
307. Микола Носенко (†)
308. Вадим Одуд (†)
309. Олександр Оксанченко (†)
310. Дмитро Олексюк
311. Микола Олещук
312. Олег Олива
313. Ярослав Олійник (†)
314. Віталій Онопрієнко
315. Андрій Орлов
316. Олександр Орлов (†)
317. Олексій Осипенко
318. Віктор Оцерклевич (†)
319. Валерій Ошкало (†)
320. Іван Павлишин (†)
321. Олександр Павлюк
322. Валерій Падитель
323. Святослав Паламар
324. Микола Палас
325. Євгеній Пальченко
326. Станіслав Партала (†)
327. Сергій Пархоменко
328. Віталій Пархомук (†)
329. Лев Пашко
330. Артур Пашкуляк (†)
331. Олег Пасічник
332. Кирило Перетятько
333. Олександр Петраківський
334. Олександр Півненко
335. Павло Півоваренко (†)
336. Євгеній Пікус (†)
337. Сергій Побережець
338. Данило Подибайло (†)
339. Петро Полицяк (†)
340. В'ячеслав Пономаренко
341. Сергій Пономаренко
342. Артем Попов (†)
343. Руслан Попов (†)
344. Юрій Поправка (†)
345. Олександр Порхун
346. Володимир Потєшкін
347. Андрій Приймаченко (†)
348. Володимир Примаченко (†)
349. Олег Пришневський
350. Владислав Прокопенко
351. Денис Прокопенко
352. Андрій Пруглов
353. Руслан Прус (†)
354. В'ячеслав Радіонов (†)
355. Михайло Реуцький (†)
356. Володимир Рибак (†)
357. Максим Ридзанич (†)
358. Владислав Риков (†)
359. Максим Римський (†)
360. Денис Ріхтер (†)
361. Олександр Романов (†)
362. Дмитро Романченко (†)
363. Роман Русник (†)
364. Едуард Сабанін
365. Віталій Савич
366. Надія Савченко
367. Денис Самофал (†)
368. Валерій Самофалов
369. Віталій Сапило (†)
370. Артем Саух (†)
371. Даніїл Сафонов (†)
372. Павло Сбитов (†)
373. Олег Свинчук (†)
374. Вячеслав Семенов (†)
375. Олексій Сенюк (†)
376. Тарас Сенюк (†)
377. Єгор Середюк (†)
378. Євген Сидоренко
379. Володимир Сидунець
380. Олександр Сирський
381. Юрій Сікиринський (†)
382. Віктор Сікоза
383. Ольга Сімонова (†)
384. Сергій Сірченко
385. Віталій Скакун (†)
386. Владислав Скворцов (†)
387. Ігор Скибюк
388. Олексій Скобля (†)
389. Олександр Слєсаренко
390. Василь Сліпак (†)
391. Артем Слісарчук (†)
392. Олексій Слющенко (†)
393. Анатолій Смітюх (†)
394. Андрій Снітко (†)
395. Роман Собків (†)
396. Сергій Собко
397. Сергій Сова (†)
398. Володимир Сова-Лісовець (†)
399. Юрій Содоль
400. Андрій Соколенко (†)
401. Євген Соловйов
402. Андрій Сорока (†)
403. Володимир Соснін
404. Сергій Старченко
405. Володимир Стельмах (†)
406. Георгій Стрелков (†)
407. Максим Стрижак (†)
408. Юліан Ступак (†)
409. Катерина Ступницька (†)
410. Віталій Сукач
411. Вадим Сухаревський
412. Сергій Сучков (†)
413. Сергій Табала (†)
414. Степан Тарабалка (†)
415. Георгій Тарасенко (†)
416. Василь Тарасюк
417. Олег Тарахкало (†)
418. Євгеній Тельнов (†)
419. Ігор Тимощук
420. Олександр Тимченко (†)
421. Владислав Титаренко (†)
422. Андрій Ткачук
423. Олександр Товстоног (†)
424. Дмитро Тодоров
425. Володимир Торшин (†)
426. Олександр Трепак
427. Павло Трухан (†)
428. Владислав Українець (†)
429. Володимир Українець (†)
430. Павло Усов (†)
431. Олег Фадєєнко (†)
432. Олег Федоров
433. Олександр Федорченко (†)
434. Павло Федосенко
435. Ігор Філіпчук (†)
436. Дмитро Фінашин
437. Рустам Хамраєв (†)
438. Андрій Ханін (†)
439. Ігор Харченко
440. Сергій Харченко
441. Борис Харчук
442. Олексій Хижняк (†)
443. Леонід Хода
444. В'ячеслав Ходаківський (†)
445. Андрій Хоменко (†)
446. Олег Хоменко
447. Сергій Хомініч
448. Едуард Хорошун
449. Євген Храпко (†)
450. Андрій Царенко
451. Дмитро Церахто (†)
452. В'ячеслав Циганков
453. Сергій Цимбал (†)
454. Олександр Цюпак (†)
455. Микола Цюрик (†)
456. Михайло Чабаненко (†)
457. Дмитро Чавалах
458. Тарас Чайка (†)
459. Денис Чаюк
460. Олег Черкасенко (†)
461. Роман Чехун (†)
462. Валерій Чибінєєв
463. Микола Чобан
464. Степан Чобану (†)
465. Володимир Чорний
466. Олег Чорноморець (†)
467. Олександр Чуб (†)
468. Денис Чубарев
469. Микола Чумак
470. Михайло Чупрін (†)
471. Євген Шаматалюк
472. В'ячеслав Шамко
473. Максим Шаповал (†)
474. Сергій Шаптала
475. Артем Шарков
476. Біжан Шаропов (†)
477. Юрій Шевченко (†)
478. Олександр Шемет
479. Віктор Шілімов
480. Дмитро Шкурнов (†)
481. Денис Шлега
482. Андрій Шоган
483. Дмитро Шпак (†)
484. Дмитро Шумаков
485. Іван Щоголев (†)
486. Олександр Юрковський
487. Юрій Юрчик (†)
488. Михайло Яворський (†)
489. Олександр Яковенко
490. Сергій Яндульський
491. Микола Янишин (†)
492. Сергій Яременко
493. Микита Яровий (†)
494. Вадим Ященко
495. Єрофєєв Макар (†)
496. Юрій Гаркавий